# NGC 5804
NGC 5804 é uma galáxia espiral barrada (SBb) localizada na direcção da constelação de Boötes. Possui uma declinação de +49° 40' 07" e uma ascensão recta de 14 horas, 57 minutos e 06,6 segundos.
A galáxia NGC 5804 foi descoberta em 15 de Maio de 1787 por William Herschel.